# Medlice
Medlice (německy Medlitz) jsou obec v severní části okresu Znojmo v Jihomoravském kraji. Žije zde 168 obyvatel.

## Název
Základem jména vesnice bylo osobní jméno Medl (doložené jen z Moravy) totožné s obecným medl - "mdlý". Jméno vsi bylo původně pojmenováním jejích obyvatel, Medlici, které znamenalo "Medlovi lidé".

## Historie
První písemná zmínka o obci pochází z roku 1348.

## Pamětihodnosti

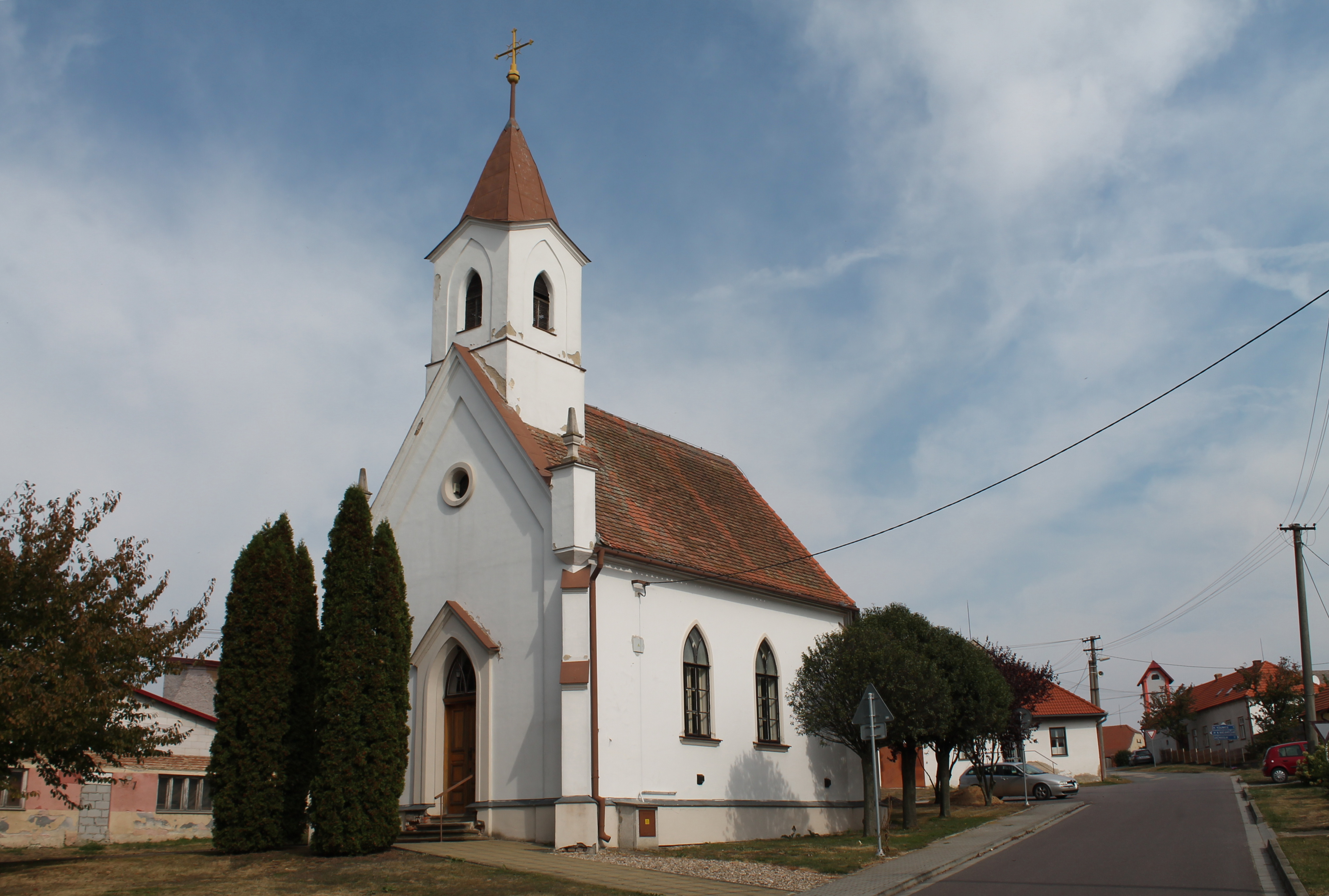
Kaple svatého Cyrila a Metoděje

- Kaple svatého Cyrila a Metoděje